# Gleb Bokij
Gleb Iwanowicz Bokij (ros. Гле́б Ива́нович Бо́кий, ur. 21 czerwca?/3 lipca 1879 w Tyflisie, zm. 15 listopada 1937 w Moskwie) – działacz komunistyczny, funkcjonariusz Czeki, GPU NKWD RFSRR, OGPU przy Radzie Komisarzy Ludowych oraz GUGB NKWD ZSRR, komisarz bezpieczeństwa państwowego III rangi.

## Życiorys
Ukrainiec. Syn nauczyciela. Od 1896 studiował w Petersburskim Instytucie Górniczym, 1897 wstąpił do organizacji "Związek Walki o Wyzwolenie Klasy Robotniczej", gdzie był organizatorem i propagandystą, od 1900 członek SDPRR, aresztowany i 1902 zesłany administracyjnie do Wschodniej Syberii, w kwietniu 1905 aresztowany, w październiku 1905 zwolniony, 1906 ponownie aresztowany i zwolniony. 
Bolszewik, od marca 1917 członek Rosyjskiego Biura KC SDPRR(b), kierownik wydziału tego biura, od 5 maja 1917 do marca 1918 sekretarz odpowiedzialny Komitetu Miejskiego SDPRR(b) w Piotrogrodzie, w październiku-listopadzie 1917 członek Piotrogrodzkiego Komitetu Wojskowo-Rewolucyjnego, w lutym-marcu 1918 członek Komitetu Obrony Rewolucyjnej Piotrogrodu, od marca do sierpnia 1918 zastępca przewodniczącego Czeki Związku Komun Obwodu Północnego i Piotrogrodzkiej Gubernialnej Czeki. Od 31 sierpnia do 10 października 1918 szef Czeki obwodu piotrogrodzkiego, organizator "czerwonego terroru" w Piotrogrodzie i rejonie północnym; po objęciu stanowiska rozstrzelał 1300 mężczyzn i kobiet, mimo że Feliks Dzierżyński wyznaczył mu limit 500 osób. Od 24 kwietnia 1918 pełnomocny przedstawiciel NKWD Rosyjskiej FSRR w Czece przy Radzie Komisarzy Ludowych Rosyjskiej FSRR, od 21 listopada 1918 do 1919 członek Kolegium NKWD Rosyjskiej FSRR, szef Wydziału Specjalnego Czeki Frontu Wschodniego, od września 1919 do sierpnia 1920 szef Wydziału Specjalnego Czeki Frontu Turkiestańskiego. Od 8 października 1919 do sierpnia 1920 członek Turkiestańskiej Komisji Wszechrosyjskiego Centralnego Komitetu Wykonawczego (WCIK)i Rady Komisarzy Ludowych Rosyjskiej FSRR, od 10 kwietnia do sierpnia 1920 szef Czeki w Turkiestanie, potem ponownie szef Wydziału Specjalnego Czeki Frontu Turkiestańskiego, od 12 lipca 1921 do lutego 1922 członek Kolegium Czeki przy Radzie Komisarzy Ludowych Rosyjskiej FSRR. Od 28 stycznia 1921 do 25 grudnia 1936 kolejno szef Wydziału Specjalnego (kryptografia, szyfry, radiowywiad, radiokontrwywiad oraz zabezpieczenie tajemnicy w urzędach) - Czeki przy Radzie Komisarzy Ludowych Rosyjskiej FSRR/GPU NKWD ZSRR/OGPU przy Radzie Komisarzy Ludowych/NKWD ZSRR, od 29 listopada 1935 komisarz bezpieczeństwa państwowego I rangi, od 27 września 1923 do grudnia 1930 członek Kolegium NKWD Rosyjskiej FSRR, 1937 członek Sądu Najwyższego ZSRR, od 25 grudnia 1936 do 16 maja 1937 szef Wydziału IX NKWD ZSRR. Odznaczony Orderem Czerwonego Sztandaru (8 kwietnia 1923) i dwoma odznakami "Honorowego Funkcjonariusza Czeki|GPU". 
16 maja 1937 aresztowany, 15 listopada 1937 skazany przez Kolegium Wojskowe Sądu Najwyższego ZSRR na śmierć i rozstrzelany.